# Molobratia japonica
Molobratia japonica är en tvåvingeart som först beskrevs av Jacques-Marie-Frangile Bigot 1878.  Molobratia japonica ingår i släktet Molobratia och familjen rovflugor. Inga underarter finns listade i Catalogue of Life.